# 보난자 (카드 게임)

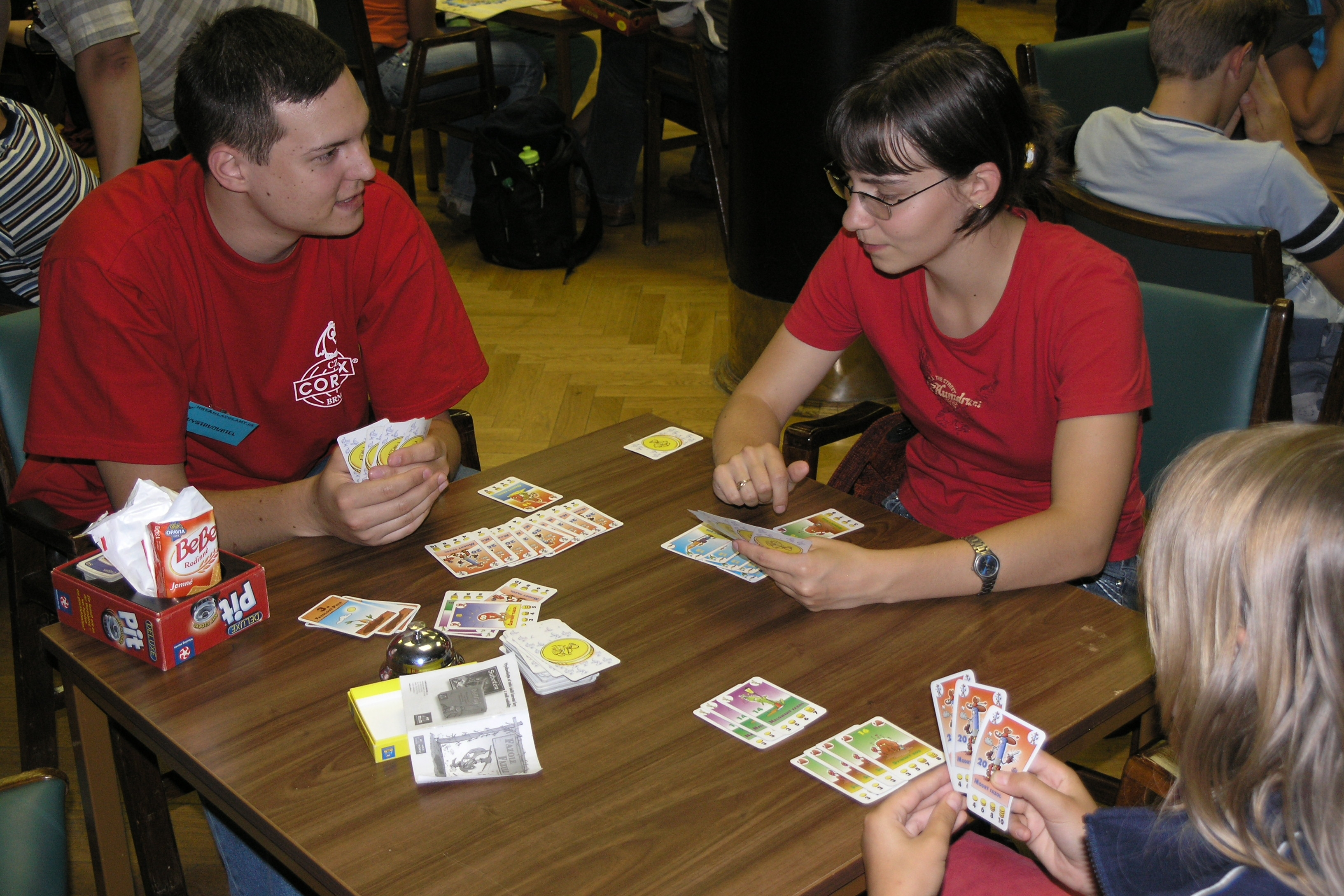

보난자(Bohnanza)는 1997년에 우베 로젠베르크가 제작하여 아미고 스필레로부터 판매된 독일의 카드 게임이다. 또한 보난자는 남녀노소 모두 할 수 있다는 장점을 가지고 있다.